# Star Film Company
A Star Film Company foi uma produtora de cinema  estadunidense, divisão da  francesa Star-Film, de Georges Méliès. Funcionou entre 1902 e 1913. Era gerenciada por Gaston Méliès, irmão mais velho de Georges, e produziu filmes em Nova York,  San Antonio e  Santa Paula. Seu filme mais significativo foi The Immortal Alamo (1911).

## História
Georges Méliès tornou-se conhecido ao redor do mundo com seus filmes produzidos na França. Com o sucesso, alguns distribuidores tentaram  piratear o trabalho do cineasta, especialmente nos Estados Unidos. Méliès, então, enviou seu irmão Gaston ao país para defender os direitos autorais das obras. 
Gaston chegou a Nova York em 1902 e começou a distribuir os filmes do irmão. A partir de 1903 Gaston começou a realizar seus próprios filmes, principalmente documentários. Mas suas produções não fizeram sucesso. Necessitando de mais dias quentes durante o inverno por ano para realizar suas produções, Méliès mudou a Star Film Company para San Antonio em 1907, e arrendou vinte  acres de terra.
O estúdio tinha sob contrato os atores Edith Storey, Francis Ford e William Clifford, além da autora Anne Nichols. Também contratou  rancheiros locais e cowboys para fazer seus  westerns genuinamente caracterizados. Os filmes possuiam, normalmente, um tempo médio de 15 minutos. Dos 70 feitos em San Antonio, apenas três ainda possuem cópias conhecidas.
Em abril de 1911 a companhia mudou-se para a Califórnia, fixando-se em Santa Paula, Califórnia. Após um ano ali, passou a filmar em locações exóticas como Tahiti, Bora Bora e Java. Estes filmes não obtiveram exito e Gaston fechou a empresa em maio de 1913.